# Aleya

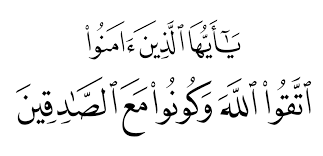
Aleya 119 de la sura At-Tawba (Corán 9:119):
----
يٰۤـاَيُّهَا الَّذِيۡنَ اٰمَنُوا اتَّقُوا اللّٰهَ وَكُوۡنُوۡا مَعَ الصّٰدِقِيۡنَ
Oh vosotros que habéis creído, temed a Dios y estad con los veraces.

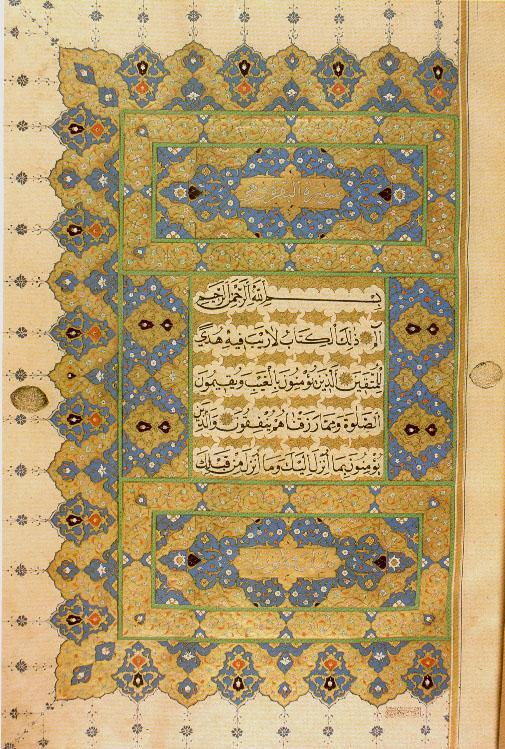
La segunda azora, Albácara, concretamente las aleyas 1–4, en un Corán del.

Una aleya o alea (del árabe clásico, al-ʾāyah), también conocido por su nombre árabe ʾāya (en árabe: آية‎; pl. āyāt آيات), es un verso o versículo del Corán, libro sagrado del islam, que consta de un total de 6 236 aleyas, y varias aleyas componen una azora o capítulo coránico. Cada aleya se identifica con un número y posee una longitud variable. Literalmente, ʾāya significa ‘señal, presagio, milagro’, y en el Islam también puede referirse a las obligaciones religiosas (āyat taklīfiyyah) o fenómenos cósmicos (āyat takwīniyyah).En el Corán, se hace referencia a las aleyas en varios versículos como:

تِلْكَ آيَاتُ ٱللَّٰهِ نَتْلُوهَا عَلَيْكَ بِٱلْحَقِّۖ فَبِأَيِّ حَدِيثٍۭ بَعْدَ ٱللَّٰهِ وَآيَاتِهِۦ يُؤْمِنُونَ

"Estás son las aleyas de Alá que os recitamos en verdad. Entonces, ¿qué hadiz después de Dios y sus aleyas creerán?"
Corán 45:6